# Gentofte Volley 2016-2017 (maschile)
Questa voce raccoglie le informazioni riguardanti il Gentofte Volley nelle competizioni ufficiali della stagione 2016-2017.

## Organigramma societario
Area direttiva
- Presidente: Ulrik Hesse

Area tecnica
- Allenatore: Denis Janka
- Allenatore in seconda: Peter Borglund
- Scout man: Troels Lavritsen, Julie Lee (fino al 31 dicembre 2016)

## Rosa
| N° | Nome                | Ruolo | Data di nascita   | Nazionalità sportiva |
| -- | ------------------- | ----- | ----------------- | -------------------- |
| 1  | Lasse Nielsen       | P     | 28 dicembre 1996  | Danimarca            |
| 2  | Mads Jensen         | P     | 24 aprile 1999    | Danimarca            |
| 3  | Ibrahim Alievski    | L     | 13 agosto 1988    | Danimarca            |
| 4  | Simon Gade          | C     | 6 settembre 1991  | Danimarca            |
| 5  | Rasmus Mikelsons    | C     | 2 maggio 1998     | Danimarca            |
| 6  | Aske Sørensen       | C     | 20 aprile 1993    | Danimarca            |
| 7  | Anders Hartmann     | S     | 14 aprile 1996    | Danimarca            |
| 8  | Frederik Dahl       | C     | 1º maggio 1997    | Danimarca            |
| 10 | Tobias Kjær         | S     | 17 luglio 1999    | Danimarca            |
| 11 | Sebastian Mikelsons | P     | 20 novembre 1988  | Danimarca            |
| 12 | Oscar Møllgaard     | S     | 11 febbraio 1997  | Danimarca            |
| 13 | Philip Özari        | S     | 26 giugno 1993    | Danimarca            |
| 14 | Casper Christiansen | S     | 25 giugno 1986    | Danimarca            |
| 15 | Peter Bonnesen      | S/O   | 16 marzo 1993     | Danimarca            |
| 16 | Fabio Moret         | L     | 9 agosto 1991     | Italia               |
| 17 | Steen Sørensen      | S     | 14 settembre 1988 | Danimarca            |